# Protosiren
Protosiren è un antenato estinto dei Sirenii vissuto nell'Eocene in un periodo compreso tra 45 e 36 milioni di anni fa, tra il Luteziano e il Priaboniano.
L'animale, ritrovato in varie zone del mare della Tetide, in Europa, Egitto, India, Pakistan e negli USA, in Carolina del Sud, Carolina del Nord e Florida.)

## Descrizione
È noto sulla base di fossili di crani e di scheletri parziali. È facilmente riconoscibile dalle altre forme perché le sue vertebre toraciche hanno una grande forma ovale detta a "keyhole" (buco della serratura) con i supporti neurali a forma di canale. Le superfici delle costole sono irregolari e non lisce e questo indica che sono state collegate esclusivamente da legamenti o cartilagine flessibile piuttosto che da articolazioni sinoviali.

## Tassonomia
Finora cinque specie di Protosiren hanno ricevuto una denominazione ufficiale:
- P. fraasi (Abel, 1907)
- P. smithae (Doming & Gingerich, 1994)
- P. sattaensis (Gingerich, (1995)
- Protosiren minima (Demarest, 1822)
- Protosiren eothene Zalmout et al., 2003

Protosiren fraasi, è stata descritta da Abel nel 1907 sulla base di un cranio ben conservato ed alcuni resti postcraniali: i fossili sono stati trovati tra il calcare di Mokattam vicino al Cairo in Egitto e datati al medio Luteziano (inizio e metà Eocene, 45-40 milioni di anni fa).

Protosiren smithae, è stata descritta da Domming e Gingerich nel 1994 sulla base di fossili di crani di dimensioni superiori rispetto alla specie precedente: tutti i fossili fin qui rinvenuti provengono dalla famosa "Valle delle balene" (o Zeuglodon Valley) situata al margine occidentale della depressione di El Fayum in Egitto e datato ai periodi Bartoniano e Priaboniano (corrispondenti al medio e tardo Eocene, 37-36 milioni di anni fa).

Protosiren sattaensis, è stata descritta ancora da Gingerich nel 1995, ha grandi dimensioni (soprattutto femori più lunghi) e sembra leggermente più primitiva della precedente.
Comparazioni anatomiche e datazioni cronologiche suggeriscono che P. fraasi, P. sattaensis e P. smithae rappresentino un lignaggio di discendenza ancestrale, mentre P. eothene rappresenta la specie più piccola e più antica.